# Hala RZO „Radoskór” w Radomiu
Hala RZO „Radoskór” (krócej Hala RZO lub Hala Kongresowa) – istniejąca w latach 1932–1999 hala widowiskowo-sportowa w Radomiu, położona przy ulicy Waryńskiego 4. Obiekt przez wiele lat zachował się częściowo.

## Historia
Hala powstała z okazji I Kongresu Eucharystycznego Diecezji Sandomierskiej, organizowanej w Radomiu w dniach 27-29 czerwca 1932. Budowanie obiektu trwało 49 dni. Ponieważ obiekt posiadał charakterystyczne półkoliste sklepienie, a w Polsce były wówczas dwa budynki o tej charakterystyce, hala została wpisana do rejestru zabytków.
Podczas II wojny światowej, hala została zajęta przez Niemców, którzy więzili tam jeńców wojennych, później urządzono obiekt na magazyn. 
W latach 60. władze Radomia odebrały parafii teren i przekazały je Radoskórowi. W hali odbywały się koncerty m.in. zespołów SBB, TSA, Perfect czy węgierskiej grupy Locomotiv GT. Z hali korzystali także pięściarze Radomiaka i Broni, rozgrywając w tym miejscu swoje pojedynki, a z inicjatywy Władysława Miazio, obiekt stał się główną bazą zapaśniczą Radomiaka. Od tego miejsca wzięła się nazwa Radomskiej Kapeli Podwórkowej „Halniacy”. 
W 1988 zważywszy na zły stan techniczny zamknięto halę. Ze względu na obawy ekspertów, że hali nie da się uratować, postanowiono o wykreśleniu jej z rejestru zabytków. W 1996, Parafia Opieki Najświętszej Maryi Panny w Radomiu odzyskała obiekt, jednak konstrukcja obiektu była już spróchniała. 7 stycznia 1997, w sali widowiskowej hali wybuchł pożar. W nocy z 20 na 21 lutego 1999, pod naporem śniegu zawalił się dach i jedna ze ścian bocznych hali. To spowodowało przyspieszenie prac nad rozbiórką obiektu planowaną w marcu/kwietniu 1999. 
Po rozbiórce, nastąpił remont części administracyjnej budynku. W 2001 roku Parafia Opieki Najświętszej Maryi Panny w Radomiu przekazała obiekt diecezji radomskiej, która umieściła w tym miejscu Centralny Ośrodek Duszpasterstwa Akademickiego w Radomiu. Po dwóch latach nowym właścicielem budynku została Ceramika Paradyż, która planowała wybudowanie bloków mieszkalnych, jednak spotkało się to ze sprzeciwem mieszkańców bloków stojących przy tej działce. 25 lutego 2021 rozpoczęło się wyburzenie administracyjnej części budynku.